# Dispatía
Actualmente, la psiquiatría utiliza el término dispatía o dispático para hacer referencia al "sufrimiento psíquico". Es considerado un neologismo formado a partir del griego δυσ (dys), expresando la idea de dificultad, falta, y el griego πάθος (pathos) significando sufrimiento, enfermedad. El estado de dispatía (o de "sufrimiento psíquico") correspondería a la invasión del campo de la conciencia del sujeto por emociones negativas que, a pesar de un intenso esfuerzo, causan una alteración parcial o total de la relación con el mundo. La mantención del sufrimiento en el tiempo provoca lo que se conoce como "sufrimiento psíquico crónico" (Castel, 2006).

## Actitud dispática
Se define actitud dispática de una persona como el reconocimiento del sufrimiento del paciente prejuzgando sus motivaciones y conductas, es decir, lo enjuicia de tal manera que denigra su imagen o su autoestima. Presuponer intenciones o ganancias (p. ej. «usted lo que quiere es la baja laboral»), reprender por lo que siente («ya está bien de ser tan quejica») o la burla son formas dispáticas que a veces pueden realizarse de manera tan inaparente que pasen casi inadvertidas para el propio paciente. No por ello dejan de erosionar la relación asistencial y, sobre todo, crean un hábito emocional peligroso en el médico.